# Мясищевка
Мясищевка (каз. Мясищев) — упраздненное село в Алтынсаринском районе Костанайской области Казахстана. Ликвидировано в 2005 году. Входило в состав Новоалексеевского сельского округа.

## Население
В 1999 году население села составляло 8 человек (5 мужчин и 3 женщины).